# Touwbrug

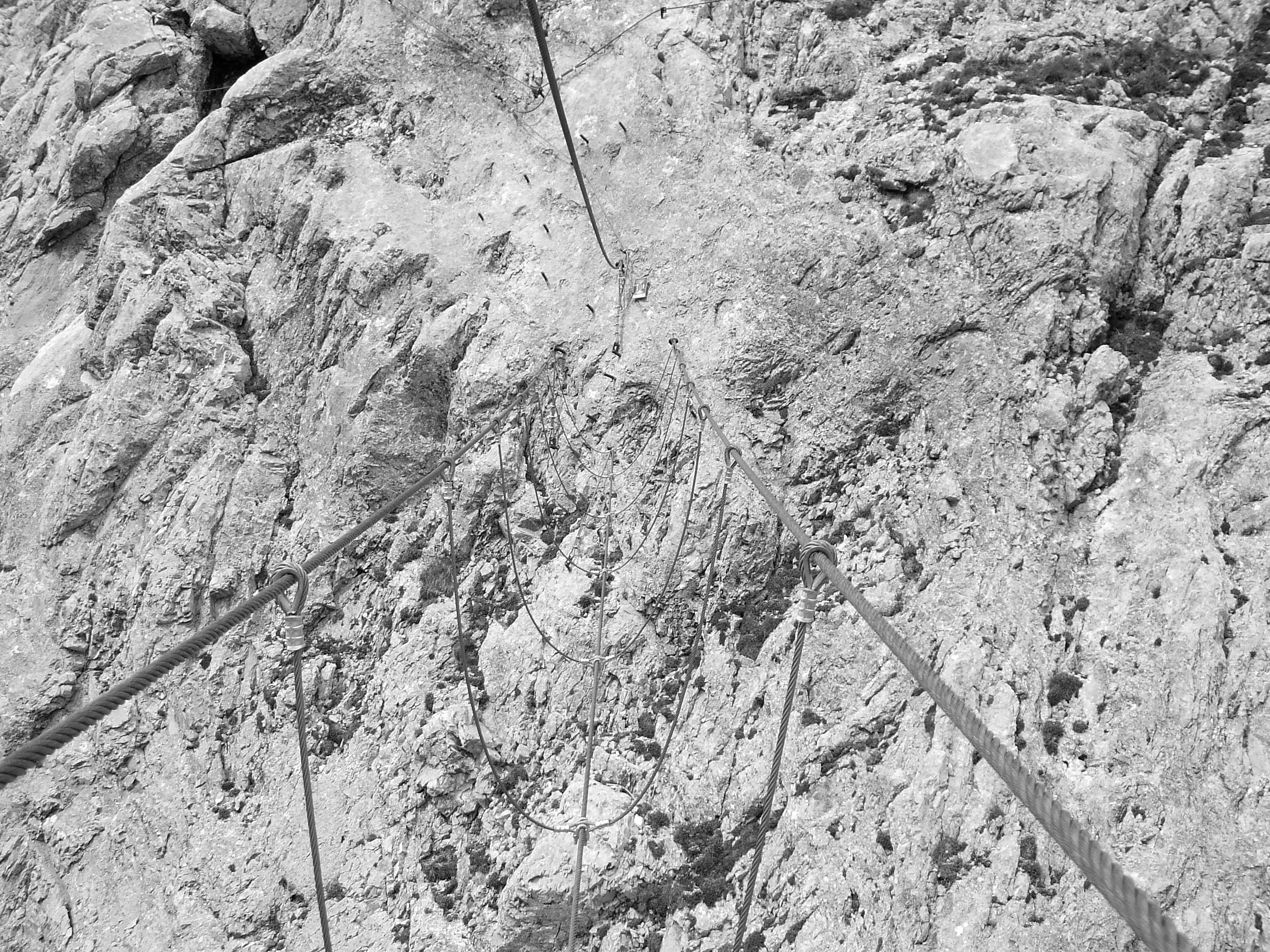
Eenvoudigste vorm, Oostenrijk

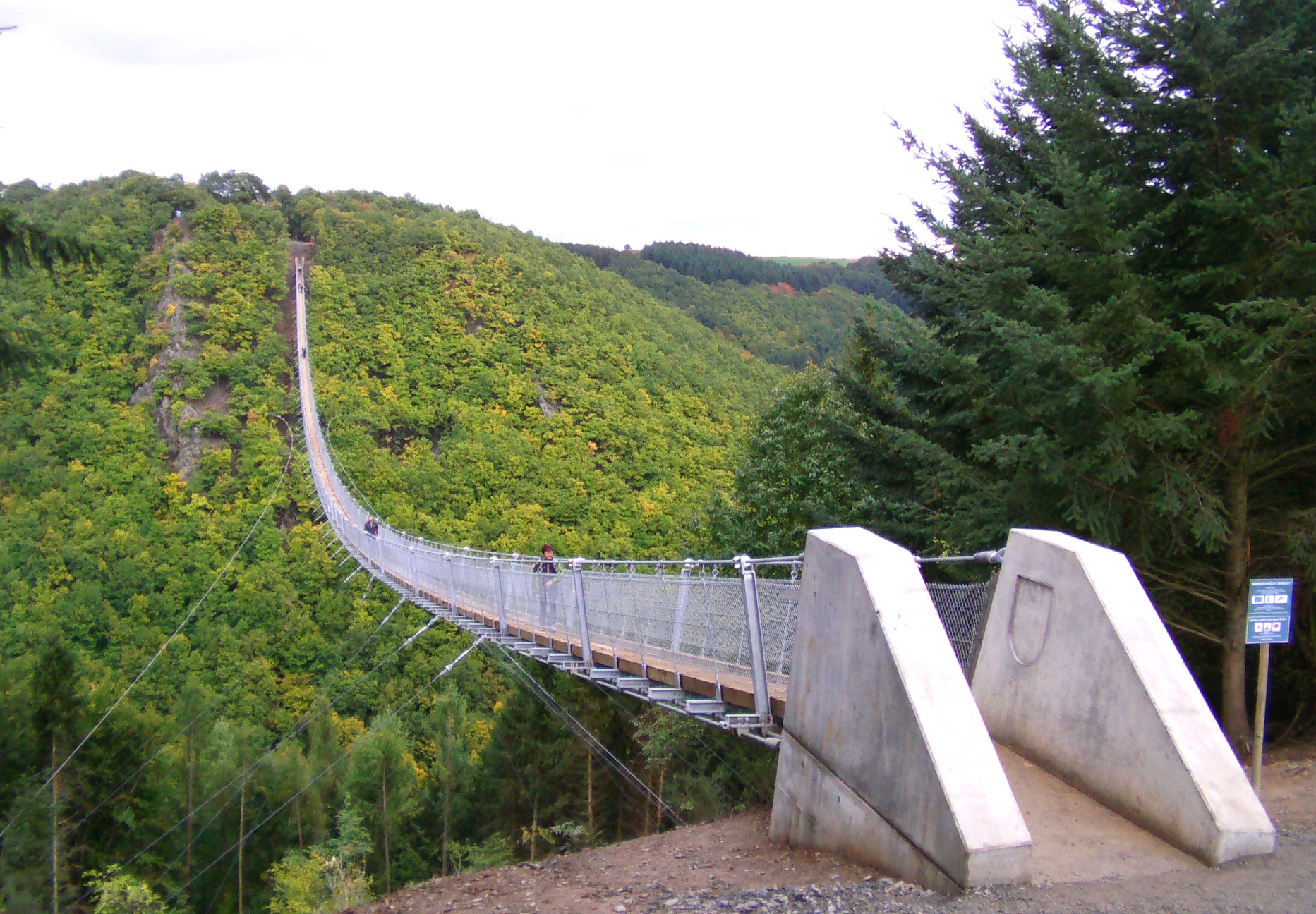
Hangbrug Geierlay, een van de langste touwbruggen in Europa

Een touwbrug of kettingbrug is een brug die geheel is opgebouwd over enkele touwen, kabels of kettingen die tussen de oevers hangen. 
De eenvoudigste touwbrug wordt wel eens door Scouts gemaakt. Hij bestaat uit drie touwen. Men loopt op het middelste en onderste touw en houdt zich vast aan de twee andere touwen, die een meter hoger zijn gehangen.
Een veiliger constructie ontstaat door onderaan twee of meer touwen of kettingen te spannen en er een wegdek op te leggen. De twee bovenste touwen worden uitgebreid tot brugleuningen.
Deze eenvoudige vorm brug vindt men veel in ontwikkelingslanden. Hij is snel en relatief goedkoop te bouwen. Het wegdek volgt de vorm van de onderste touwen en is in de lengterichting niet verstevigd, waardoor het meebeweegt met de verplaatsing van het gewicht van de mensen en voertuigen die er overheen bewegen. Hierdoor is een touwbrug uitsluitend geschikt voor licht verkeer (voetgangers, fietsen en brommers). Om het slingeren in de wind tegen te gaan worden touwbruggen soms met zijwaarts naar beneden hangende touwen aan de grond verankerd.
Bij toeristen is de touwbrug van Carrick-a-Rede in Noord-Ierland bekend.

## Geen touwbrug
Onderstaande bruggen zijn, ondanks de naam, geen touw- of kettingbruggen.
- Touwbrug (Delft), een rijksmonument in Delft
- Kettingbrug (Boedapest)

## Hangbrug
Een hangbrug wordt verkregen door onder een touwbrug een wegdek te hangen. Zo'n brug kan zeer groot zijn en is geenszins eenvoudig te bouwen.